# Віттенберг (район)
Віттенберг (нім. Wittenberg) — район у Німеччині, у складі федеральної землі Саксонія-Ангальт. Адміністративний центр — місто Віттенберг.

## Населення
Населення району становить 123 341 осіб (станом на 31 грудня 2021).

## Адміністративний поділ
Район складається з 9 міст.
Дані про населення наведені станом на 31 грудня 2021.
1. Аннабург (6528)
2. Бад-Шмідеберг (8093)
3. Віттенберг (44984)
4. Грефенгайніхен (11413)
5. Єссен (14150)
6. Кемберг (місто) (9473)
7. Косвіг (11494)
8. Оранінбаум-Верліц (8063)
9. Цана-Ельстер (9143)